# Julieta de Godoy Ladeira
Julieta de Godoy Ladeira (ur. w 1935 w São Paulo, zm. w 1997 tamże) – brazylijska pisarka i publicystka.
Debiutowała w 1962 tomem opowiadań Passe as férias em Nassau, za który otrzymała brazylijską nagrodę Prêmio Jabuti przyznawaną przez Brazylijski Dom Książki w 1963 roku. W 1971 roku opublikowała powieść Entre Lobo e Cão. Wraz z mężem pisarzem Osmanem Linsem wydała książkę La Paz existe?. Była autorką esejów, opowiadań i powieści. Tworzyła też literaturę dziecięcą. W opowiadaniach poruszała tematykę społeczną i ekologiczną. Zmarła w 1997 roku w São Paulo.
W Polsce w 1982 roku wydane zostało opowiadanie pisarki pt. Curriculum vitae w tomie Nowe opowiadania brazylijskie w przekładzie Janiny Klave.